# Ernst Diesen

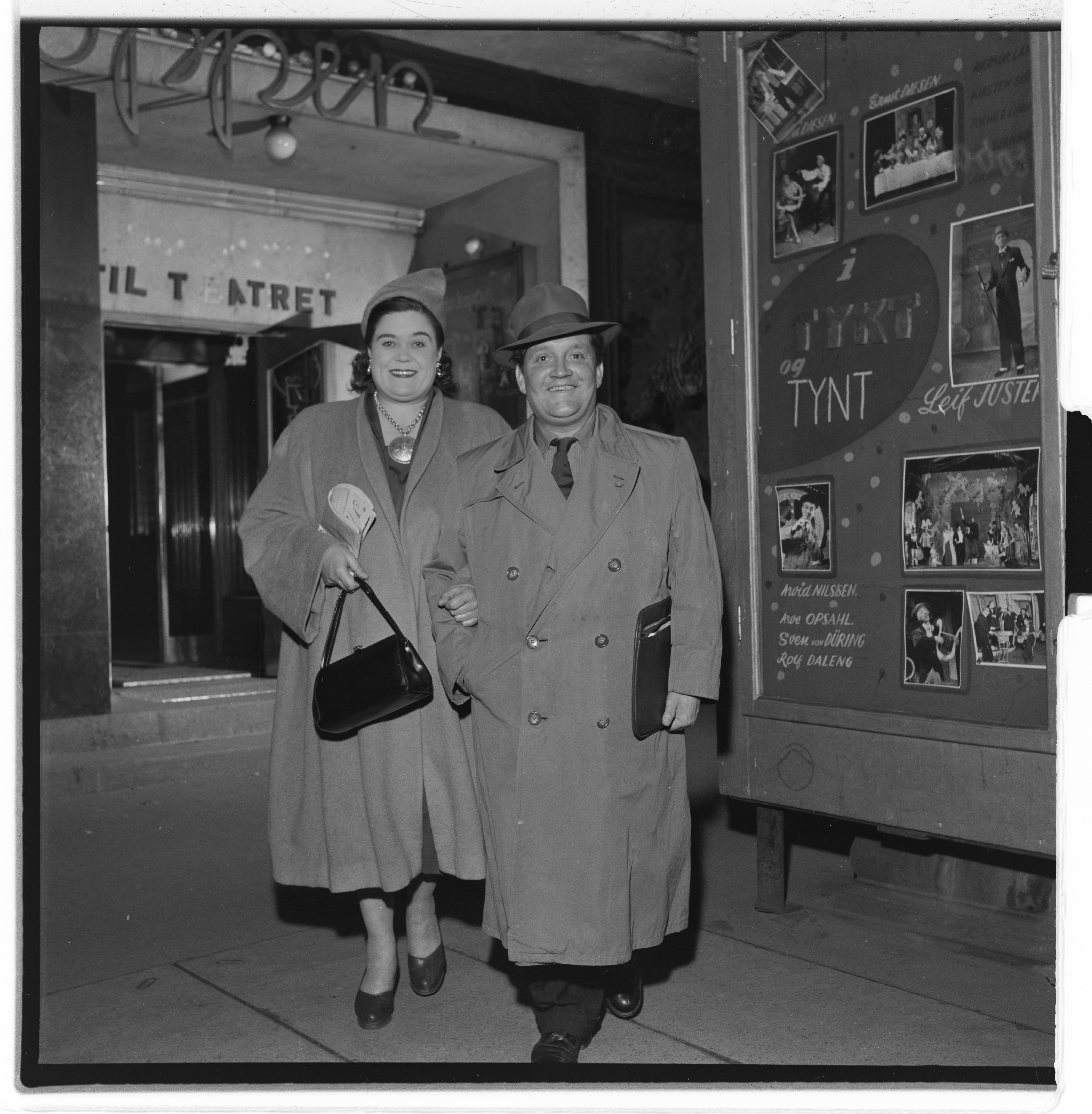
Ernst y Kari Diesen en 1955

Ernst Diesen (6 de abril de 1913 – 14 de noviembre de 1970) fue un actor y director noruego.

## Biografía
Nacido en Oslo, Noruega, su padre era Andreas Melchior Diesen. Diesen recibió educación teatral en la escuela de Max Reinhardt en Berlín entre 1932 y 1933. De vuelta a Noruega, cursó estudios en el Det Nye Teater. Debutó en el escenario en el mismo teatro con la revista Bølgelengde en mayo de 1934, trabajando en posteriores representaciones con artistas como Tore Segelcke y Einar Sissener.
En la primavera de 1935 interpretó en el cabaret Chat Noir el show For full musikk. En el otoño de 1935 actuó en uno de los mayores fracasos de la revista noruega, Godt ord igjen, que hubo de ser retirada tras una única representación. El show fue reescrito, y con el nuevo título Vi gir oss ikke, esta vez sí tuvo éxito. En enero de 1936 Diesen actuó en el Chat Noirs con la revista Varsko her, dirigida por Einar Rose. En el otoño de ese mismo año Diesen y Leif Juster actuaron por vez primera en la revista Brøl Oslo, un gran éxito que tuvo casi 300 representaciones. Su futura esposa Kari debutó con la pieza.
En febrero de 1937 actuó en Opp med teppet junto a Randi Brænne y Axel Thue. La revista cambió el título por "Teppet er oppe", representándose en Bygdø Sjøbad. Diesen ya era uno de los actores más destacados del Chat Noir, y en el otoño de 1937 participó en la revista Si det i toner, con Juster y Sonja Wigert. En la primavera de 1938 representó Sol i høiden, en verano Virru værra med på det? en Bygdø Sjøbad (con Otto Nielsen). Otros shows en los siguientes años fueron Dollarprinsessen 1939 y Norrønafolket vil fare.
En 1943, un año después de que Juster inaugurara el teatro de revistas Edderkoppen teater, Ernst y Kari Diesen ingresaron en la compañía. Con la excepción de un corto período a principios de los años 1950, la pareja siguió en dicho teatro a lo largo de 20 años. En ese período trabajó como director artístico del Chat Noir sucediendo a Jens Book-Jenssen.
Durante la Segunda Guerra Mundial Diesen y Juster colaboraron también en el cine, actuando juntos en Den forsvundne pølsemaker y Det er'ke til å tru. Los dos hicieron una gira nacional en 1942 con Pølsemakerturnéen. Ernst Diesen actuó en varias comedias, habitualmente en papeles de reparto. Fue una excepción su personaje principal junto a Arve Opsahl en la película Oss atomforskere i mellom. En los años 1960 se emitieron por televisión varios de sus éxitos de revista, entre ellos el número Skolesketsjen.
Ernst Diesen falleció en Oslo en noviembre de 1970. Casado desde 1937 con Kari Diesen, la actriz murió en 1987. La pareja tuvo dos hijos, Kari Diesen d.y. (1939–2016) y Andreas Diesen (nacido en 1945).

## Filmografía
- 1938 : Bør Børson Jr.
- 1940 : Tørres Snørtevold
- 1941 : Den forsvunne pølsemaker
- 1941 : Hansen og Hansen
- 1942 : Det æ'kke te å tru
- 1946 : Et spøkelse forelsker seg
- 1957 : Smuglere i smoking
- 1957 : Peter van Heeren
- 1958 : Bustenskjold
- 1961 : Oss atomforskere i mellom
- 1962 : Sønner av Norge kjøper bil
- 1964 : Pappa tar gull
- 1964 : Alle tiders kupp